# Дернеш, Хельга
Хельга Дернеш (нем. Helga Dernesch; род. 3 февраля 1939, Вена) — австрийская певица (сопрано).

## Биография
Окончила Венскую консерваторию. Служила в оперных театрах Вены, Берна, Висбадена, Кёльна, Мюнхена. Пела в крупнейших театрах мира, в том числе в Немецкой опере (Берлин), «Метрополитен Опера», Баварской государственной опере. Участница Байрейтских и Зальцбургских фестивалей. В конце 1960-х была любимой исполнительницей Герберта фон Караяна, под руководством которого исполнила несколько партий в операх Рихарда Вагнера и Бетховена.

## Оперные партии
- «Зигфрид» Вагнера — Брунгильда
- «Гибель богов» Вагнера — Брунгильда
- «Тангейзер» Вагнера — Елизавета
- «Тристан и Изольда» Вагнера — Изольда[англ.]
- «Лир» Раймана — Гонерилья